# 고키누촌
고키누촌(小絹村)은 1889년 4월 1일부터 1955년 3월 1일까지 존재했던이바라키현 기타소마군의 촌이다. 현재의 쓰쿠바미라이시 서부에 해당한다.

## 지리
이바라키현 기타소마군 서부에 위치한 촌이다. 기누강과 고가이강 사이에 위치하며, 남부는 조스대지 위, 북부는 일부 저지대이다. 기누가와강 좌안에서는 기타소마군의 최북단에 위치한다(구 기타소마군의 최북단은 기누가와강 우안에 위치).

## 역사
- 1873년 6월 15일 - 폐번치에 수반해 소마군이 지바현 소속이 되었다.
- 1875년 5월 7일 - 소마군 중 토네강 이북이 이바라키현으로 이관되었다.
- 1878년  7월 22일 - 군구정촌편제법이 시행되어 소마군이 2개로 분할되어 기타소마군이 성립하였다.
- 1889년 4월 1일 - 정촌제 시행에 수반해 기타소마군 고키누촌이 성립하였다.

## 교통

### 철도
- 조스철도 →조스쓰쿠바철도
  - 조스선